# Le Boullay-Mivoye
Le Boullay-Mivoye és un municipi francès, situat al departament de l'Eure i Loir i a la regió de Centre – Vall del Loira. L'any 2007 tenia 416 habitants.

## Demografia

### Població
El 2007 la població de fet de Le Boullay-Mivoye era de 416 persones. Hi havia 161 famílies, de les quals 34 eren unipersonals (15 homes vivint sols i 19 dones vivint soles), 54 parelles sense fills, 54 parelles amb fills i 19 famílies monoparentals amb fills.
La població ha evolucionat segons el següent gràfic:
Habitants censats

### Habitatges
El 2007 hi havia 183 habitatges, 166 eren l'habitatge principal de la família, 9 eren segones residències i 9 estaven desocupats. 164 eren cases i 20 eren apartaments. Dels 166 habitatges principals, 137 estaven ocupats pels seus propietaris, 27 estaven llogats i ocupats pels llogaters i 2 estaven cedits a títol gratuït; 2 tenien una cambra, 12 en tenien dues, 28 en tenien tres, 40 en tenien quatre i 84 en tenien cinc o més. 138 habitatges disposaven pel capbaix d'una plaça de pàrquing. A 71 habitatges hi havia un automòbil i a 88 n'hi havia dos o més.

### Piràmide de població
La piràmide de població per edats i sexe el 2009 era:
| Homes | Edats   | Dones |
| ----- | ------- | ----- |
| 0     | 95 o +  | 0     |
| 0     | 90 a 94 | 4     |
| 0     | 85 a 89 | 0     |
| 0     | 80 a 84 | 8     |
| 0     | 75 a 79 | 0     |
| 12    | 70 a 74 | 4     |
| 12    | 65 a 69 | 0     |
| 8     | 60 a 64 | 20    |
| 8     | 55 a 59 | 12    |
| 8     | 50 a 54 | 8     |
| 16    | 45 a 49 | 20    |
| 24    | 40 a 44 | 20    |
| 8     | 35 a 39 | 8     |
| 20    | 30 a 34 | 12    |
| 0     | 25 a 29 | 8     |
| 8     | 20 a 24 | 0     |
| 16    | 15 a 19 | 12    |
| 28    | 10 a 14 | 24    |
| 0     | 5 a 9   | 24    |
| 4     | 0 a 4   | 8     |

## Economia
El 2007 la població en edat de treballar era de 270 persones, 211 eren actives i 59 eren inactives. De les 211 persones actives 191 estaven ocupades (97 homes i 94 dones) i 20 estaven aturades (11 homes i 9 dones). De les 59 persones inactives 29 estaven jubilades, 14 estaven estudiant i 16 estaven classificades com a «altres inactius».

### Ingressos
El 2009 a Le Boullay-Mivoye hi havia 174 unitats fiscals que integraven 431 persones, la mediana anual d'ingressos fiscals per persona era de 20.094 €.

### Activitats econòmiques
Dels 7 establiments que hi havia el 2007, 1 era d'una empresa de construcció, 4 d'empreses de comerç i reparació d'automòbils i 2 d'empreses de serveis.
Dels 2 establiments de servei als particulars que hi havia el 2009, 1 era un taller de reparació d'automòbils i de material agrícola i 1 fusteria.
L'any 2000 a Le Boullay-Mivoye hi havia 11 explotacions agrícoles que ocupaven un total de 1.342 hectàrees.

## Poblacions més properes
El següent diagrama mostra les poblacions més properes.